# Antonio Mallarino Pardo
Antonio Mallarino Pardo (Bogotá, 30 de junio de 1903-13 de noviembre de 1940) fue un poeta, banquero y político colombiano, miembro del Partido Conservador Colombiano.
Mallarino fue secretario de Hacienda del departamento de Cundinamarca, gracias a su vasta experiencia en el sector bancario de su país, siendo colaborador cercano del banquero Julio Caro. Mallarino, de hecho, trabajó varios años en varios cargos directivos del Banco de la República de Colombia, fundado en 1923, y en otras entidades bancarias de su país.
Su firma Antonio Mallarino Pardo & Cía. Ltda., es una de las inmobiliarias más importantes y famosas de Colombia.

## Biografía
Antonio Mallarino Pardo nació el 30 de junio de 1903, en un hogar acomodado de la capital colombiana.
En su infancia su padre fue elegido alcalde de Bogotá, por lo que vivió de 1911 a 1913 (cuando cumplió 10 años) en el Palacio de Liévano.

#### Elecciones de 1930 y la Concentración Nacional
El 14 de enero de 1930, Mallarino y un sector del conservatismo moderado se adhirió a la campaña presidencial del embajador de Colombia en Estados Unidos, Enrique Olaya Herrera, en lo que se conoció como la Concentración Nacional, ya que el conservatismo no se pudo poner de acuerdo en torno a lanzar una candidatura unida. Olaya ganó las elecciones días después.

### Últimos años
Mallarino falleció sorpresivamente a los 37 años, en 1940.

## Familia

### Parentela
Mallarino era miembro de la aristocracia conservadora bogotana, llegando a ser por sus bastas conexiones uno de los socios del famoso Hockey Club. Su padre era el periodista y político conservador Manuel María Mallarino Isaacs (alcalde de Bogotá de 1911 a 1913) y de Ana María Pardo Cordovéz.
Su padre era miembro a su vez, de las distinguidas familias del Valle del Cauca, cuya fuente de riqueza eran las haciendas azucareras. Era hijo de José María Mallarino Cabal y de Sara Isaacs Ferrer. Sus abuelos paternos eran el expresidente Manuel María Mallarino (de quien tomó su nombre) y la hacendada María Mercedes Cabal, y su tío materno el poeta colombiano de ascendencia jamaico-británica sefardí, Jorge Isaacs (quien basó su novela, María, en la suegra de su hermana, María Cabal de Mallarino). Su padre, a su vez, era primo de Jorge y Carlos Holguín Mallarino.
Por su parte su madre era hija del médico y prócer de la independencia Juan Manuel Pardo y Pardo, y por el lado materno era bisnieta de político y militar español Manuel de Bernardo Álvarez y de María Josefa Lozano Peralta, y prima tercera del sobrino de Álvarez, Antonio Nariño. Ese linaje la convertía en tataranieta del noble español Jorge Miguel Lozano, y sobrina bisnieta del hijo de Lozano, el ilustrado criollo Jorge Tadeo Lozano, tataranieta por línea materna del militar español Antonio González Manrique, y sobrina tataranieta del hermano de éste, Francisco González Manrique.
Un pariente lejano suyo es el político y economista Rafael Pardo Rueda.

### Matrimonio y descendencia
Mallarino contrajo nupcias en Cali, el 24 de julio de 1932, con Isabel Ospina Delgado, hija de Sebastián Ospina Bernal y de Paulina Delgado Garcés, con quien tuvo 3 hijas. Su esposa era nieta por el lado paterno del político y militar Mariano Ospina Chaparro, nieta del empresario Pastor Ospina Rodríguez, y sobrina nieta del expresidente y fundador del Partido Conservador, Mariano Ospina Rodríguez.
Con Isabel, Antonio tuvo a sus hijas Ana, Paulina e Isabel Mallarino Ospina. Su hija mayor se casó con el periodista y fundador del diario económico La República, Rodrigo Ospina Hernández (hijo del expresidente Mariano Ospina Pérez y de Bertha Hernández Fernández, sobrino nieto del expresidente Pedro Nel Ospina, bisnieto del expresidente Ospina Rodríguez; y sobrino bisnieto de Pastor Ospina, el abuelo de Isabel Ospina Delgado).
Los cuñados de Ana, por lo tanto eran Mariano, Fernando y María Clara Ospina.